# Редактор початкового коду

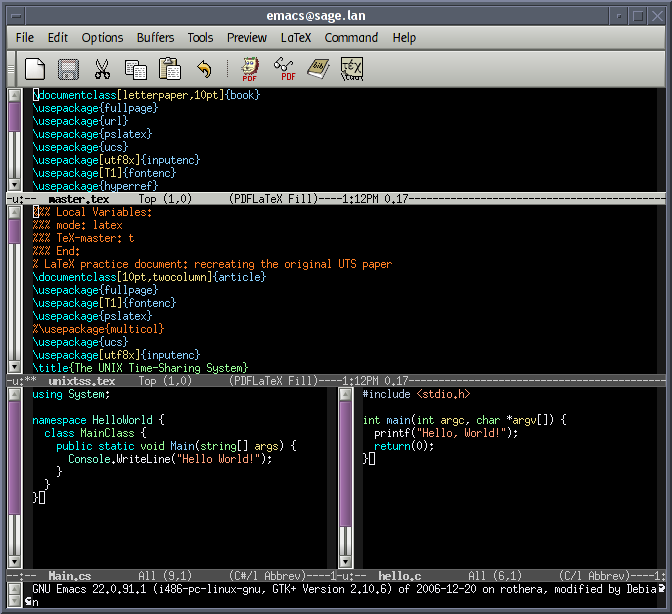
Скріншот текстового редактора Emacs, з вікнами, де редагуються тексти різними мовами програмування і розмітки.

Редактор початкового коду — текстовий редактор для створення, та редагування початкового коду програм. Він може бути окремим додатком, або інтегрованим в інтегроване середовище розробки (IDE). Редактори програмного коду мають деякі можливості, які спрощують та прискорюють написання та редагування коду, такі як підсвітка синтаксису, автодоповнення, перевірка правильності розстановки дужок, структурний видрук, контекстна допомога по коду та багато інших. Такі редактори надають зручний спосіб для запуску компілятора, інтерпретатора, налагоджувача або інших програм необхідних у процесі розробки програмного забезпечення. Незважаючи на те, що багато текстових редакторів можуть бути використані для редагування тексту програм, якщо вони не мають розширених можливостей, що автоматизують або спрощують введення та модифікацію коду, то вони не можуть називатися «редакторами початкового коду», а просто є «текстовими редакторами», які також можуть бути використані для редагування програм.

## Особливості редакторів коду

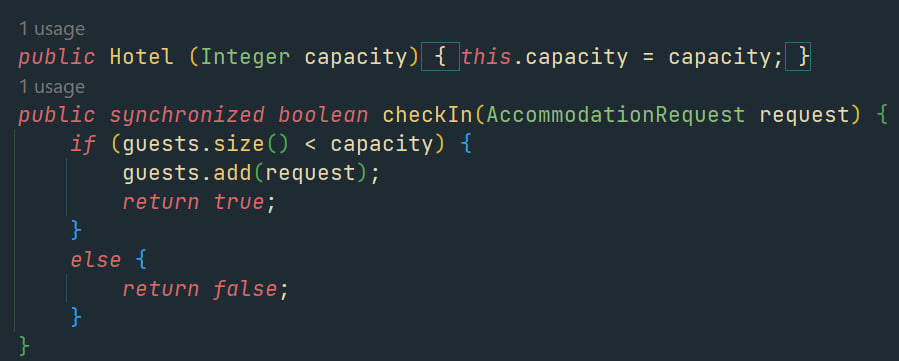
Скріншот коду на мові Java, який демонструє основні можливості редактора коду

Редактори вихідного коду мають функції, спеціально розроблені для спрощення та прискорення набору вихідного коду, такі як:
- Підсвічування синтаксису,
- Відступи,
- Автодоповнення коду,
- Узгодження дужок[en].

Ці редактори також надають зручний спосіб запуску компілятора, інтерпретатора, налагоджувача або іншої програми, що має відношення до процесу розробки програмного забезпечення.
Варто зазначити, що, хоча багато текстових редакторів, таких як Notepad, можна використовувати для редагування вихідного коду, проте, якщо вони не покращують, не автоматизують і не полегшують редагування коду, вони не є редакторами вихідного коду.
Структурні редактори — це інша форма редактора вихідного коду, де замість редагування сирого тексту відбувається маніпулювання структурою коду, як правило, абстрактним синтаксичним деревом. У цьому випадку такі функції, як підсвічування синтаксису, перевірка та форматування коду, легко та ефективно реалізуються з конкретного дерева синтаксису або абстрактного дерева синтаксису, але правила редагування часто є більш строгими, ніж редагування тексту у довільній формі. З цієї причини структурні редактори не є популярними для редагування вихідного коду, хоча деякі IDE надають подібну функціональність.
Редактор вихідного коду може перевіряти синтаксис під час введення коду і негайно попереджати про синтаксичні проблеми. Деякі редактори вихідного коду стискають вихідний код, зазвичай перетворюючи загальні ключові слова в однобайтові токени, видаляючи непотрібні пробіли та перетворюючи числа у двійкову форму. Такі редактори токенізації згодом розпаковують вихідний код при перегляді, можливо, роздруковуючи його з однаковими великими літерами та інтервалами. Кілька редакторів вихідного коду роблять і те, і інше.
Протокол мовного сервера, вперше використаний у Microsoft Visual Studio Code, дозволяє редакторам вихідного коду реалізувати клієнт LSP, який може читати синтаксичну інформацію про будь-яку мову з сервера LSP. Це дозволяє редакторам вихідного коду легко підтримувати більше мов за допомогою підсвічування синтаксису, рефакторингу та пошуку посилань. Багато редакторів вихідного коду, такі як Neovim та Brackets, додали вбудований LSP-клієнт, тоді як інші редактори, такі як Emacs, vim, та Sublime Text, мають підтримку LSP-клієнта через окремий плагін.

## Історія
У 1985 році Майк Коулішоу з IBM створив LEXX під час відрядження до видавництва Оксфордського університету. LEXX використовував синтаксичний аналіз у реальному часі, а для виділення синтаксису використовував колір і шрифти. Редактор IBM LPEX (Live Parsing Extensible Editor - розширюваний редактор синтаксичного аналізу) базувався на LEXX і працював на VM/CMS, OS/2, OS/400, Windows та Java.
Хоча перший публічний реліз vim відбувся у 1991 році, функція підсвічування синтаксису була введена лише у версії 5.0 у 1998 році.
У 2003 році Дон Хо випустив Notepad ++, редактор вихідного коду для Windows. Його метою було створити альтернативу редактору вихідного коду на основі Java, JEXT
У 2015 році Microsoft випустила Visual Studio Code як легку та крос-платформну альтернативу Visual Studio IDE. У 2016 році Visual Studio Code став продуктом Microsoft, що використовує протокол Language Server Protocol.

## Деякі з відомих редакторів програмного коду
- Atom
- Eclipse
- Emacs (кросплатформний: Unix, Linux, Mac OS X, Windows)
- Embarcadero RAD Studio
- Geany (кросплатформний: Unix, Linux, Mac OS X, Windows)
- Gedit (кросплатформний: Linux, Mac OS X, Windows)
- IntelliJ IDEA вбудований редактор (Windows, Linux, Mac OS X)
- Microsoft Visual Studio Code (кросплатформний: Linux, Mac OS X, Windows)
- Microsoft Visual Studio вбудований редактор (Windows)
- NetBeans
- Notepad++ (Windows)
- PSPad
- Sublime Text (кросплатформний: Linux, Mac OS X, Windows)
- Vi та Vim (кросплатформні: Unix, Linux, Mac OS X, Windows)